# Кяхта
Кяхта (на руски: Кя́хта; на бурятски: Хяагта; на монголски: Хиагт) е град в Бурятия, Русия.
Разположен е на река Кяхта, близо до руско-монголската граница. Населението на града към 1 януари 2018 г. е 20 031 жители.